# ست الشاي
ست الشاي اسم يطلق على المرأة أو الفتاة التي تبيع الشاي والقهوة في السودان، وهي من الظواهر اللافتة لمعظم الأجانب الظاهرين للسودان، حيث أصبحت ست الشاي من المعالم المميزة للمدن السودانية، وكلمة ست الشاي مركبة من الكلمتين ست بمعنى سيدة وهي من الكلمات المولدة في اللغة العربية ونفس الكلمة تطلق على المرأة في اللغة الأمهرية وكثير من اللغات السامية الإثيوبية، واللغات العامية العربية خاصة المصرية، وكلمة الشاي وهو المشروب المنبه المعروف. يطلق على المرأة «ست شاي» رغم أنها لا تبيع الشاي فقط بل تبيع معه القهوة والمشروبات الساخنة الأخرى، وفيما بعد أصبحت ست الشاي تقدم العصائر الباردة أيضاً، كانت المهنة فيما مضى تحتكرها النساء المسنات الفقيرات من الأرامل والمطلقات غالباً وكانت تجارتهن تختصر على بيع الشاي والقهوة وأحيانا بعض المشروبات الساخنة الأخرى مثل: الحلبة والكركدي والحرجل، فيما بعد أصبحت مهنة ست الشاي جاذبة للفتيات الشابات الفقيرات واللاتي لم يحصلن على تعليم كافٍ وشهدت تطوراً كبيراً في طريقة التقديم والعرض، ولكن هناك بعض بائعات الشاي من من يحملن درجات جامعية أيضاً.

الفقر الذي ازدادت حدته في السودان بالإضافة إلى الحروب الأهلية والهجرة غير الشرعية إلى السودان من دول الجوار خاصة إثيوبيا وإريتريا، حولت مهنة بيع الشاي إلى الظاهرة الكبيرة التي يلاحظها كل زائر للخرطوم والمدن السودانية الأخرى.

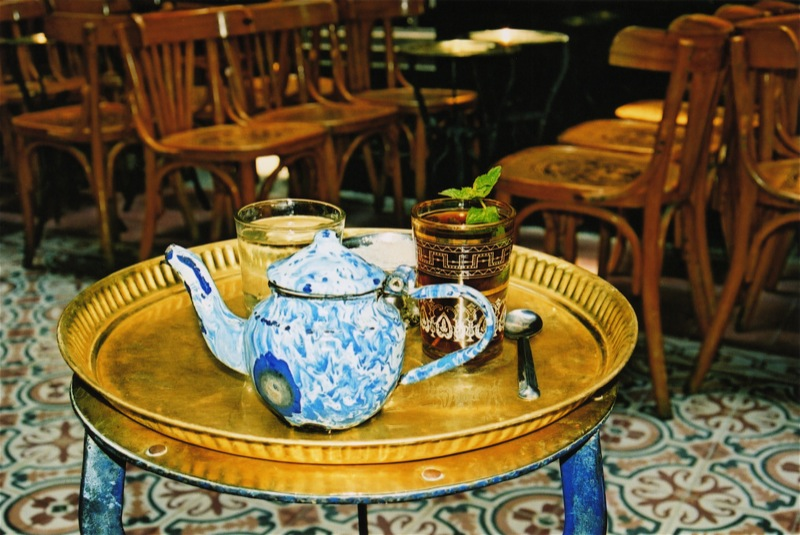
ست الشاي هي: بائعة الشاي؛ وكلمة ست من الكلمات المولدة في اللغة العربية ولم تظهر في الشعر العربي الفصيح إلا في العصر العباسي الثاني في أشعار شعراء مثل أبو نواس.

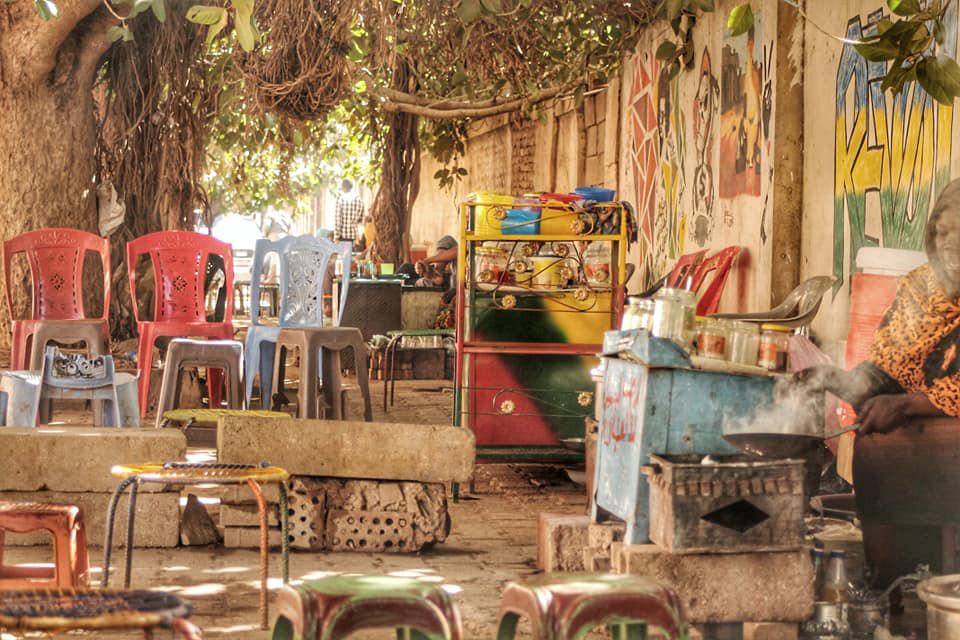
بائعةالقهوة وهي تحضّر القهوة "البنّ" لمرتادي المكان

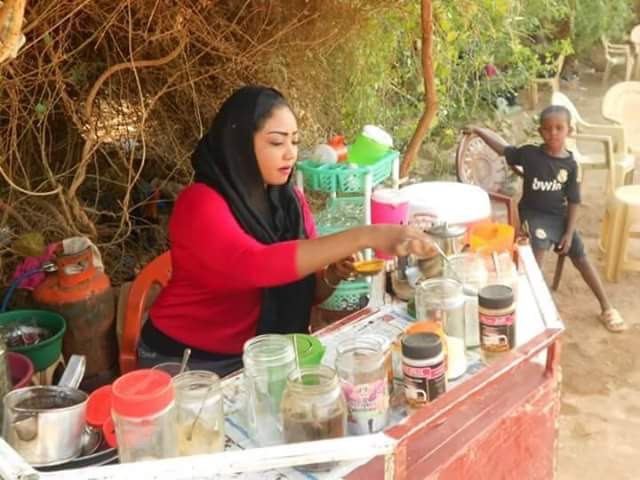
بائعة الشاي والقهوة"ست الشاي"

## أصل التسمية
اللغة السودانية الحديثة المشتقة من اللغة العربية الفصحى متأثرة جداً باللغة المصرية الحديثة في كثير من الكلمات وكلمة «ست» بمعنى امرأة ربما تكون دخلت للغة السودانية الحديثة من مصر خلال فترات الاحتكاك التاريخي الطويلة بين مصر والسودان خاصة بعد غزو محمد علي باشا للسودان، وأيضاً ربما تكون الكلمة قد دخلت للغة السودانية الحديثة مباشرة من اللغة العربية الفصحى، وكلمة ست هي من الكلمات المولدة في اللغة العربية ولم تظهر في الشعر العربي الفصيح إلا في العصر العباسي الثاني في أشعار شعراء مثل أبو نواس والسودانيون يطلقون كلمة ست مجردة فقط على المعلمة أو المُدَّرِسة ويستخدمها التلاميذ في المدارس كمقابل كلمة (أبلة) في اللغة المصرية العامية، ويستخدمون كلمة ست أيضاً للإضافة بمعنى صاحبة مثلاً: صاحبة الحقيبة: ست الشنطة، وأيضاً بمعنى بائعة: بائعة الخضروات: ست الخدار، بائعة اللبن: ست اللبن وهكذا، أما الرجل فيطلقون عليه سيد بكسر السين: سيد اللبن وسيد البيت، ربة المنزل الجيدة حسب الشروط الثقافية السودانية يطلق عليها أيضاً ست البيت.[بحاجة لمصدر]
أما كلمة الشاي في «ست الشاي» فهي تطلق إجمالاً لكل ما تقدمه أو تبيعه ست الشاي، التي لا تبيع الشاي فقط بل القهوة والشاي الممزوج باللبن والمشروبات الساخنة الأخرى المحلية مثل: الكردي والقرفة والنحلبة والحرجل والمشروبات العالمية حتى مثل: الشاي الأخضر والنسكافيه التي لم تعرفها الأجيال الأولى من ستات الشاي السودانيات.

## مكانة ست الشاي الاجتماعية
كانت مهنة بيع الشاي في السودان في بدايتها تخص النساء المتقدمات في السن في الأسواق الشعبية بعد أن بدأت ظاهرات المقاهي تفقد بريقها في السودان، وكانت مهنة محدودة وغير لافتة للانتباه، بدأت ظاهرة ست الشاي تأخذ أهميتها في فترة منتصف التسعينات وبداية الألفية الثالثة في السودان في عهد حكومة الجبهة القومية الإسلامية التي وصلت للسلطة عن طريق الانقلاب العسكري بقيادة الدكتور جسن عبد الله الترابي، والعميد حينها عمر حسن أحمد البشير. هذا الازدهار أدى إلى لفت الانتباه إلى ست الشاي كظاهرة اجتماعية تشكل تجمعاً عفوياً لعدد كثير من المواطنين خاصة من الشباب وكانت التجمعات عندها محظورة ولا تزال بموجب القانون السوداني، أصبح المجتمع السوداني في تلك الفترة ينظر بنوع من الريبة والتشكيك الأخلاقي في بائعات الشاي، وصدرت عدة قرارات حكومية بخصوصهن أشهرها القرار الذي أصدره العميد يوسف عبد الفتاح في التسعينات الذي يلزم كل بائعات الشاي بلبس الجوارب لتغطية أرجلهن، وأصبح هذا القرار محل سخرية لكثير من السودانيين، بينما أصبح يطلق على كل من يرتدي الجوارب من غير حذاء مقفول: شرابات ست شاي

أقصى مرحلة من العداء بين الحكومة وستات الشاي كانت عندما وصف حاكم الخرطوم ويسمى (معتمد محلية الخرطوم) الدكتور مبارك الكودة ستات الشاي بالعاهرات في مؤتمر صحفي شهير وقد أدى هذا التصريح إلى تعرض الدكتور الكودة لانتقادات عنيفة من المعارضة السودانية ومن بعض كبار كتاب الصحف السودانية، بعد هذا التصريح بفترة قليلة أصدر والي الخرطوم حينها الدكتور عبد الحليم المتعافي قراراً باعفاء الدكتور الكودة من منصبه، علق بعض السودانيين في المنتديات الإلكترونية أن هذا استجابة لدعوات ستات الشاي.
ظروف الفقر الشديد والحروب الأهلية والهجرة الكثيفة جداً من الأقاليم السودانية إلى الخرطوم ومن الأرياف إلى المراكز الحضرية جعلت كثير من النساء يتجهن لإعالة أسرهن عن طريق بيع الشاي والمشروبات الساخنة في الخرطوم والمدن. ساهم هذا كثيراً في تغيير نظرة المجتمع السوداني لست الشاي حيث أصبح هناك نساء يعملن في بيع المشروبات الساخنة في الطرقات ويقمن بالإنفاق على أسر كبيرة لدرجة أن بعضهن قد استطعن الإنفاق على أبنائهن من عائد عملهن حتى اكملوا تعليمهم في كليات الطب والهندسة وهي من المجالات التي تحظى بالاحترام في الثقافة السودانية.

تغير النظرة الاجتماعية لستات الشاي دفع الحكومة السودانية إلى التعامل بواقعية أكبر معهن حيث أصبحت مهنة ست الشاي معترف بها رسمياً ويتم العمل فيها بترخيص من السلطات المحلية، بل إن اتحاد المرأة السوداني المحسوب على السلطة في السودان قد طالب الحكومة السودانية برعايتهن، كما تصدى عدد من المثقفين السودانيين لظاهرة الاحتقار الرسمي والاجتماعي لستات الشاي ودافعوا عنهن بمنتهى القوة مثل الشاعر السوداني الشهير محجوب شريف والشاعر هاشم صديق[بحاجة لمصدر] والفنان الكوميدي جمال حسن سعيد وفرقة الهيلاهوب المسرحية، وكذلك الشاعر السوداني أبكر آدم إسماعيل وعدد كبير من الشعراء الشباب خاصة في المنتديات الشعرية في الجامعات السودانية، حيث يقيم الطلاب علاقة من الاحترام مع ستات الشاي، وفي المنتديات السياسية الطلابية (أركان النقاش) تعتبر تحية ستات الشاي باعتبارها تمثل رمزاً للنضال والصمود والاستقامة من المقدمات شبه الثابتة للمنتديات السياسية الطلابية التابعة للمنظمات المعارضة خاصة اليسارية منها.

ولكن رغم ذلك فلا تزال ثقافة احتقار ستات الشاي تتردد أصداءها بصورة خافتة قليلاً، خاصة بعد ظهور بائعات الشاي الأجنبيات خاصة الإثيوبيات والإريتريات، ولكن عموماً أصبحت مهنة ست الشاي مقبولة اجتماعيا ومحترمة على نطاق واسع، والمحتقرين لستات الشاي في الغالب من المنتمين للتيارات المحافظة والتي لبعضها رأي في عمل المرأة عموماً في أي مهنة.

## تطور مهنة ست الشاي
عندما بدأت ستات الشاي في الظهور في المدن السودانية، كان ذلك في المناطق الطرفية والأسواق الشعبية والأسواق المخصصة كلياً للنساء مثل سوق النساء بأم درمان جنباً إلى جنب مع النساء العاملات في المهن الأخرى مثل بائعات الأطعمة: ست الكسرة ـ ست الروب، وبائعات المنتجات اليدوية مثل: المطرزات والأغراض المنزلية البلدية ومستلزمات طقوس الزواج السوداني وأدوات التجميل النسائية البلدية، من عطور وأخشاب عطرية، وكانت خدماتهن تقتصر على الشاي والقهوة ويجلسن في عرائش منخفضة مصنوعة بشكل مرتجل من المواد المحلية ويجلس الزبائن على المقاعد البلدية المنخفضة المعروفة باسم البنبر في اللغة السودانية الحديثة، ويتم تقديم الشاي والقهوة على صينية صغيرة غالباً ما تكون من التي تستخدمها المرأة في بيتها، وتوضع أكواب الشاي أو أباريق القهوة المعدنية الصغيرة المعروفة باسم (الجبنة) على طاولات خشبية صغيرة (طرابيز). لم يكن الماء المثلج والأكواب الزجاجية والبخور والتزيين الفني للطاولة التي تضع عليها ست الشاي أدواتها قد ظهر بعد.

### تأثير ستات الشاي الإثيوبات والإريتريات
في الثقافة الإثيوبية والإريترية تعتبر القهوة من المشروبات الأساسية ويتم تناولها داخل المنازل، مصحوباً بطقوس متفردة من حرق لأنواع معينة من البخور ومصحوبة بالفشار والخبز الإثيوبي دابو أو همبشه، ولكن لا توجد ظاهرة بيع النساء للقهوة بشكل تجاري في إثيوبيا، بعد الهجرات الكبيرة للإثيوبيين للسودان خاصة خلال فترة الحرب الأهلية والمجاعات التي تلتها وكذلك الصراع من أجل استقلال إريتريا، أصبح عدد المهاجرين الإثيوبيين والإريتريين كبيراً للغاية في السودان، وبما أن معظم المهاجرين من العمالة غير المؤهلة والمهاجرين غير الشرعيين فإن مهنة بيع الشاي «ستات الشاي» شهدت بدخول هذه الفئات تطوراً ملحوظاً، حيث انتقلت من مجرد عمل يدر دخل صغير على امرأة فقيرة وغالباً ما تكون متقدمة في السن إلى احتراف وعمل يدر دخلاً معقولاً لدرجة أن معظم المهاجرات الإثيوبيات والإريتريات يفضلن مهنة ست الشاي على الخدمة في البيوت والمؤسسات العامة، بدخول هذه الفئات الاجتماعية انتقلت عادات جديدة لم تكن معروفة بشكل واسع من قبل إلى فنيات مهنة بيع الشاي، مثل: ضرورة تقديم الماء المثلج في أواني زجاجية قبل أن يطلب الزبون المشروب الساخن الذي يريده، وكذلك تطور محل عمل ست الشاي من مجرد عريشة صغيرة من المواد المحلية في سوق عام أو ظل شجرة إلى مكان مخصص لهذا الغرض وكثير من بائعات الشاي يملكن أماكن خاصة بهن في الأسواق السودانية ويدفعن الضرائب والرسوم الإدارية المختلفة، كما أصبحت ست الشاي جاذبة للشابات جداً بسبب الفقر والعطالة والإقبال الشديد على ستات الشاي لعدم وجود أنشطة ترفيهية أو حياة ليلية بالخرطوم وقد انتقد بعض المحافظين عمل الشابات في مجال ستات الشاي. وأصبحت ست الشاي تعتني بمظهرها جداً ونظافة المكان وديكور المحل وتطور الطاولة التي تضع عليها بائعة الشاي أدواتها جداً من مجرد طاولة خشبية أو معدنية مسطحة إلى صندوق كبير ومزخرف يتم رص الأواني الزجاجية الشفافة ووضع الأغراض المتعلقة بصناعة الشاي في البرطمانيات مما يعكس من خلال الزجاج الشفاف الألوان الجميلة والمتنوعة لما بداخل هذه الأواني، وأحيانا يتم وضع أغراض ليست ذات صلة مباشرة بمهنة ست الشاي فقط من أجل الزخرفة والتزيين.

سرعان ما استوعبت ستات الشاي السودانيات هذه التغييرات وبرعن فيها وتفوقن في بعض الأحيان على منافساتهن الإثيوبيات والإريتريات.

من ناحية أخرى ساهم الظهور الكثيف للإثيوبيات والإريتريات في عودة النظرة المحتقرة لستات الشاي مرة أخرى، حيث يرتبط الإثيوبيين في المخيلة السودانية بما يسمونه الانحلال الأخلاقي، وهذا ربما يعود لأسباب تاريخية ارتبطت بأن الهجرات الإثيوبية والإريترية الكبيرة الأولى أدت إلى عمل كثير من الإثيوبيات والإريتريات في الدعارة التي لم تكن محظورة تماما قبل قوانين سبتمبر، ولكن كان هناك الكثير من السودانيات أيضاً يعملن في نفس المجال.
 على العموم العلاقة بين السودانيين والإثيوبيين والإريتريين من أقوى العلاقات مع الأجانب حتى العرب والمسلمين الآخرين مثل المصريين والخليجيين.

## ستات الشاي والترفيه
انقلاب الجبهة القومية الإسلامية على الديمقراطية السودانية الثالثة بقيادة الدكتور حسن عبد الله الترابي والعميد حينها عمر حسن أحمد البشير في 30 يونيو 1989، الذي رفع شعارات إسلامية وأعلن عن نيته في أسلمة المجتمع وتطبيق الشريعة الإسلامية، وقد كانت عندها مطبقة أصلاً منذ قوانين سبتمبر التي لم يتم إلغاءها بعد ثورة أبريل التي طاحت بنظام المشير جعفر النميري، السياسة الصارمة تضمنت التضييق على الأنشطة الترفيهية التي كانت تستوعب الشباب السودانيين قبل الانقلاب مثل المسارح والسينما والحفلات الغانئية، ألخ، كما تم إصدار قرار بتغيير المنطقة الزمنية للسودان من موقعه الفلكي الأصلي غرينتش +2 إلى غرنتش +3، وصدر قرار يقضي بانهاء كافة الأنشطة الترفيهية المتبقية في الساعة 11 مساءً (10 مساء بالتوقيت الفلكي للمنطقة التي يقع فيها السودان)، هذه السياسة أدت إلى حدوث فراغ كبير في الأنشطة الترفيهية سرعان ما استفادت منه ستات الشاي.

أصبحت ست الشاي ملتقى اجتماعي يتحلق حولها الشباب والمثقفين في الأمسيات وحتى بالنهار واصبحت كل المؤسسات الرسمية تضم ست شاي أو أكثر في المرافق الحكومية والجامعات والمستشفيات وحتى في بعض الفنادق، وأصبحت ست الشاي جزء لا يتجزأ من محلات الأرجيلة الشيشة وأندية المشاهدة للقنوات الفضائية خاصة التي تبث مباريات كرة القدم والمصارعة التي تستهوي كثير من الشباب السودانيين.
يمكن لأي زائر للخرطوم أو غيرها من المدن السودانية أن يلاحظ الأعداد الضخمة من المواطنين المتجمعين حول ستات الشاي اللواتي يتجمعن هن أيضاً في الساحات العامة والأسواق والشوارع حتى الشوارع الكبرى مثل شارع النيل بالخرطوم الذي يضم أكثر من 200 في مساحة لا تزيد عن رصيف بطول 2 كلم. 

اشتهرت بعض ستات الشاي السودانيات بأنهن المكان الذي تجتمع فيه فئات اجتماعية محددة مثل ست الشاي الشهيرة حليوة التي تعمل قرب المركز الثقافي الألماني أو معهد غوته بالخرطوم ويجتمع حولها المشتغلين بالإنتاج الثقافي والمهتمين بالسياسة من صغار الصحفيين والرسامين والموسيقيين وغيرهم.

## الوضع القانوني لست الشاي
هناك كثير من ستات الشاي يعملن بموجب رخص إدارية يتم استخراجها من السلطات السودانية المحلية المختصة بذلك، ويدفعن الضرائب والرسوم الإدارية المختلفة، وهذا الوضع منطبق حتى على الأجنبيات المقيمات بصورة شرعية وحاصلات على تصريح عمل بالسودان، ولكن معظم ستات الشاي يعملن بعيداً عن هذه الإجراءات التي غالباً ما يتبعها بيروقراطية صارمة وفساد إداري، وتقوم السلطات المحلية بحملات للقبض على بائعات الشاي اللواتي لا يعملن وفقاً لهذه الشروط.

و قد أصدر معتمد مدينة الخرطوم عمر نمر قراراً إدارياً بحظر بيع الأجنبيات - يشمل مواطنات جنوب السودان - للشاي  وذلك يوم 24 سبتمبر 2012، وقد تضاربت الآراء حول القرار بين مؤيد  ومعارض واعتبره البعض قراراً عنصرياً. 

و تقوم قوات خاصة من الشرطة تسمى شرطة أمن المجتمع بتنفيذ هذه الحملات وتعرف أيضاً باسم شرطة النظام العام والمعارضة السودانية حتى الإسلامية منها مثل حزب الدكتور حسن الترابي تعتبر هذه القوات والقانون المؤسس لها مقيد للحريات وتطالب دائماً بإلغائه.و الدكتور حسن الترابي هو من وضع هذا القانون قبل أن ينشق عنه المشير البشير في المفاصلة بين الإسلاميين السودانيين. 

الحملات التي تقوم بها قوات النظام العام - أشبه بهيئة الأمر بالمعروف والنهي عن المنكر السعودية - وكذلك الحملات التي تقوم المحليات بتنفيذها باسم حملات تنظيم الأسواق يصاحبها عنف كبير وفساد، حيث أن الأفراد العاملين في هذه القوات يقومون بتقاضي رشاوى من ستات الشاي ويقوم البعض بابتزازهن خاصة الأجنبيات وهناك من اعتقاد لدى البعض أن الإثيوبيات والإريتريات بالذات يتعرضن للتحرش والإغتصاب داخل السجون بعد أن تقبض عليهن الحملات المعروفة باسم الكشة في السودان، مقابل عدم ترحيلهن إلى بلدانهن. 
تعرضت قوات النظام العام وطريقتها العنيفة في مطاردة بائعات الشاي إلى انتقادات علنية ومباشرة في الصحف السودانية بعد حادثة مقتل ست الشاي نادية صابون .

### الشهيدة نادية صابون
هي ست شاي سودانية في الأربعين من العمر، تسكن في حي دار السلام الفردوس وهو حي صفيح طرفي بعيد في مدينة أم درمان وتعمل في منطقة وسط الخرطوم تحت عمارة صديق النعمة شارع السيد عبد الرحمن، كانت حامل عندما داهمتها قوات النظام العام وشرطة محلية الخرطوم يوم الخميس 7 مايو 2009، وكعادة بائعات الشاي سرعان ما لملمت ما تستطيع من حاجياتها وهرولت إلا أن أحد أرجل المقعد البلدي المنخفض البنبر انغرست في بطنها وسقطت تنزف، وترك رجال الدورية المكان بعد ذلك وتركوها في دمائها ولم يتم إسعافها إلا بعد ساعة من ذلك لتفارق الحياة بعدها مباشرة . 

أصبحت قضية نادية عبد الرحمن صابون قضية إعلامية كبرى ونشرت عنها الصحف السودانية  والمواقع الإلكترونية كثير من الكتابات بينما لم يتم إيقاف هذه الحملات حتى الآن وبعد أن توفيت امرأة أخرى في حملة أخرى لقوات النظام العام هي الشهيدة عوضية عجبنا .

بعد مقتل نادية صابون قام عدد كبير من الكتاب والصحفيين والناشطين السياسيين بتسليط الضوء مرة أخرى على معانة النساء السودانيات العاملات في المهن الصغيرة مثل بيع الشاي والمشروبات الساخنة وانتقدو سلوك قوات النظام العام بشدة، خاصة الكاتبات من الحركة النسائية السودانية مثل الدكتورة إحسان فقيري التي قالت بعد الحادث أن هناك ردة خطيرة في مجال حقوق المرأة في السودان في حوار أجرته معها صحيفة أجراس الحرية  وكتبت أيضا مقال شهير بعنوان: نساء بلادي تحت سياط الجلاد تعليقاً على العنف الذي تمارسه السلطات ضد البائعات خاصة قضية الشهيدة نادية صابون 
نظم الناشطون الحقوقيون والسياسيون المعارضون السودانيون عددا من الفعاليات للتضامن مع قضية ست الشاي القتيلة نادية صابون وقاموا بزيارة أسرتها ونظموا عبر عدد من المنابر الإلكترونية حملات لدعم أسرتها ومناصرة قضيتها .

و تم ترشيحها في منتدى السودان الجديد الإلكتروني للقب امرأة العام 2009 ضمن خمس نساء أخريات، لكن فازت باللقب الصحفية لبنى الحسين التي تعرضت للجلد بسبب ارتداءها للبنطلون في قضية شهيرة أخرى .